# Medalha do Pacificador
A Medalha do Pacificador  foi cunhada pela Portaria nº 345, de 25 de agosto de 1953, como evocação às homenagens prestadas a Luís Alves de Lima e Silva, o Duque de Caxias, por ocasião do sesquicentenário de seu nascimento. Foi instituída pelo Decreto nº 37.745, de 17 de agosto de 1955.
É uma condecoração criada para galardoar militares e civis, nacionais ou estrangeiros, que tenham prestado assinalados serviços ao Exército brasileiro, elevando o prestígio da Instituição ou desenvolvendo as relações de amizade entre o Exército Brasileiro e os de outras nações.

## Graus

### Medalha do Pacificador com Palma
A Medalha do Pacificador com Palma será concedida aos militares e aos civis brasileiros que, em tempo de paz, no exercício de sua função ou no cumprimento de missões de caráter militar, tenham se distinguido por atos pessoais de abnegação, coragem e bravura, com risco de vida.

### Medalha do Pacificador
A Medalha do Pacificador será concedida pelo Comandante do Exército:
1- Aos militares do Exército que, em tempo de paz, no exercício de suas funções ou no cumprimento de missões de caráter militar, tenham se distinguido por suas atitudes, dedicação, abnegação e capacidade profissional;
2- Aos militares do Exército que tenham contribuído para elevar o prestígio do Exército brasileiro junto às Forças Armadas de nações amigas, bem como para desenvolver, com elas, vínculos de amizade e cooperação;
3- Aos militares da Marinha, da Aeronáutica e aos membros de Forças Auxiliares que, pelos serviços prestados, se tenham tornado credores de homenagem especial do Exército;
4- Aos militares e civis estrangeiros que tenham prestado assinalados serviços ao Exército ou contribuído para a consolidação e o desenvolvimento das relações e dos vínculos de amizade entre os Exércitos de seus países e o do Brasil;
5- Aos cidadãos nacionais que hajam prestado relevantes serviços ao Exército; e
6- Às organizações militares e instituições civis, nacionais ou estrangeiras, que se tenham tornado credoras de homenagem especial do Exército.

Brasão do Duque de Caxias

## Características

### Insígnia
Anverso: A insígnia mostra o brasão de armas do Duque de Caxias, Luís Alves de Lima e Silva.

## Ditadura militar
Durante a ditadura militar a medalha foi distribuída a diversos militares e policiais, como por exemplo: major Carlos Alberto Brilhante Ustra, major Paulo Malhães, major Rubens Sampaio, major Freddie Perdigão Pereira,  del. Sérgio Fleury, cap. Ailton Guimarães Jorge,  ten. Ailton Joaquim, ten. Antônio Fernando Hughes de Carvalho, sgt. Paulo Roberto de Andrade, sgt. Valter da Silva Rangel, além de mais de uma dezena de militares que lutaram contra a guerrilha do Araguaia.